# Пирант
Пирант или Пейрас (на старогръцки: Πείρας, Πείρανθος, Πειρήν; Peiros, Peiranthus, Peiras, Peirasus, Peiren) в древногръцката митология е син на Аргос и Евадна, дъщерята на Стримон. Брат е на Криас, Иас, Епидавър, Екбас и Тирин.
Той е митичен цар на траките.